# Guido Frette
Guido Frette (Viareggio, 1º marzo 1901 – Milano, 24 dicembre 1984) è stato un architetto italiano.

## Biografia
Si laureò alla Scuola di Architettura del Regio Istituto Tecnico Superiore (poi Politecnico di Milano). Fu membro del Gruppo 7 dal 1926, e tra i fondatori del Movimento italiano per l'architettura razionale (MIAR) nel 1931.
Nel 1928, alla Prima Esposizione Italiana di Architettura Razionale promossa dal MIAR curò il padiglione per esposizioni. Nel 1930 curò insieme a Piero Bottoni l'arredamento degli ambienti della "casa elettrica" alla IV Triennale di Monza. 
Alla VI Triennale di Milano presentò con Giuseppe Pagano la "Mostra dei sistemi costruttivi dei materiali edilizia". In occasione della IV triennale di Monza viene bandito un concorso al quale Frette partecipa con il progetto di una "Villa sul lago" mai realmente realizzata.